# Chorilaena quercifolia
Chorilaena quercifolia är en vinruteväxtart som beskrevs av Stephan Ladislaus Endlicher. Chorilaena quercifolia ingår i släktet Chorilaena och familjen vinruteväxter. Inga underarter finns listade i Catalogue of Life.